# Lancea tibetica
Lancea tibetica — трав'яниста рослина родини Mazaceae. Lancea tibetica зустрічається на луках, рідколіссях, уздовж струмків на висотах від 2000 до 4500 метрів у регіонах Ганьсу, Цинхай, Сичуань і Тибетському автономному районі Китаю, Бутану, Індії, Монголії, Сіккіму  та Непалу. 